# Cratere Artamonov
Artamonov è un cratere meteoritico di 62,45 km situato nella parte nord-occidentale della faccia nascosta della Luna. Il suo bordo esterno eroso non ha la forma circolare della maggior parte dei crateri lunari, ma ha piuttosto la forma complessiva di tre o quattro crateri uniti. Il più grande è a sud, con rigonfiamenti circolari più piccoli a nord e ad est.